# Обер Ост

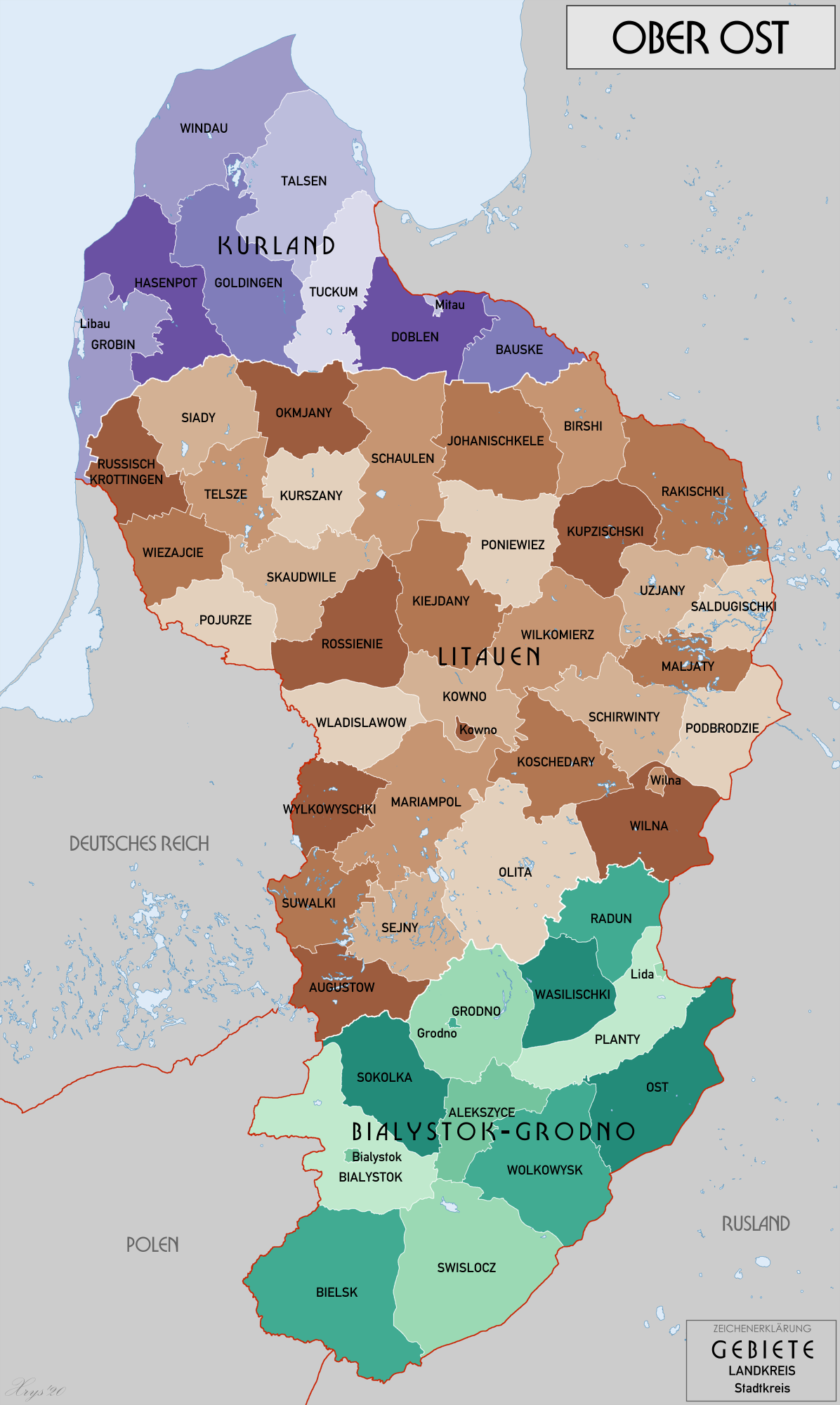
Адміністративна мапа Обер Ост, 1917 рік

Обер Ост — скорочення від німецького Oberbefehlshaber der gesamten Deutschen Streitkräfte im Osten, що означає «Верховне командування всіх німецьких військ на Сході», під час Першої світової війни. На практиці це відноситься не тільки до адміністрації, але і його обслуговуючого військового персоналу і району під їх контролем — Обер Ост командував Східним фронтом. Після підписання Брест-Литовського договору під його контролем опинилася Литва, Латвія, Естонія, частина Білорусі, Польщі й Курляндія: колишні терени Російської імперії. Терен під контролем був близько 108,808 км². Обер Ост було утворено в 1914, і його першим Верховним Головнокомандувачем був Пауль фон Гінденбург, прусський військовий герой.

## Політика
Провідною політикою на окупованих теренах була — «Verkehrspolitik», що краяла терен без урахування існуючих соціальних та етнічних інституцій. Один з законів не дозволяв пересуватися між районами, через що залишилися без коштів до існування багато єврейських купців і заважало місцевим мешканцям відвідувати друзів і родичів у сусідньому районі. Німці також намагалися «окультурити» людей на теренах Обер Ост, намагаючись інтегрувати німецькі ідеали та інститути з існуючими культурами.
Обер Ост мав поділ на Курляндський, Литовський та Білостоцько-Гродненський район, кожний в підпорядкуванні командувача округом. Людендорф планував зробити Обер Ост колоніальною територією для забезпечення своїх військ після війни, а також як притулок для німецьких біженців з внутрішньої Росії. Людендорф швидко організував в Обер Ост самозабезпечення регіону продуктами харчування, і навіть експорт надлишків в Берлін. Але місцеві жителі не були зацікавлені у наданні допомоги німцям, оскільки вони не мали права голосу в своєму уряді і отримали збільшення поборів і податків.

## Скасування
Німці почали відступ з терену Обер Осту наприкінці 1918, на початку 1919 року. У вакуумі, утвореному після їх відступу, відбулася низка міжнаціональних конфліктів, етнічні групи (поляки, українці, литовці, латвійці) намагалися створити держави, стикаючись один з одним і з різними фракціями Російської революції. Уїнстон Черчілль прокоментував: "війна велетнів закінчилася, почалася війна пігмеїв. "